# ノースアメリカン
ノースアメリカン・エイヴィエーション（North American Aviation, Inc. ）は、かつて存在したアメリカ合衆国の航空機メーカーである。1928年に設立され、1930年代から航空機の製造を行い、第二次世界大戦にB-25ミッチェルやP-51マスタング、戦後にはF-86セイバーなどのアメリカ軍において重要な役割を担った機体を製作した。1967年にロックウェルと合併してノースアメリカン・ロックウェル（North American Rockwell Corporation ）になった。1996年にノースアメリカンおよびロケットダイン部門を含むロックウェル・インターナショナルはボーイングに売却されている。

## 沿革
クレメント・キースが1928年12月6日、航空会社の株を売買する持株会社として、ノースアメリカンを設立した。1933年にはゼネラルモーターズが株式を取得。傘下のジェネラル・エイヴィエーション部門（General Aviation division ）をノースアメリカンと合併させ、存続会社名をノースアメリカン（NAA）とした。ジェネラル・エイヴィエーション部門とは、
デイトン・ライト・カンパニー（Dayton Wright Company ）とアントニー・フォッカーが米国移住後にオランダフォッカーの米国支社として設立したアトランティック・エアクラフト・コーポレーション・オブ・アメリカを合併させた部門だった。
1934年の航空郵便法で会社の形態を変える必要が生じたため、ダグラス社のジェームス・キンデルバーガーを雇って航空機生産事業に乗り出した。キンデルバーガーは会社をカリフォルニア州に移し、既存メーカーと競合しない練習機の生産をめざした。最初の機体GA-15観測機、GA-16練習機などを製作した。1940年に戦争が始まるとノースアメリカンも拡大し、ダラスやカンザスシティに工場を設立した。
T-6テキサン練習機は17,000機が生産され、様々な軍で運用された。B-25ミッチェル爆撃機はジミー・ドーリットルの指揮したドーリットル空襲で有名な機体である。P-51マスタング戦闘機はその高性能から、第2次大戦におけるアメリカの最高の戦闘機と評された。
戦後従業員数は91,000人から1946年には5,000人まで減少したが、ジェット爆撃機B-45トーネードなどの生産をおこなった。ジェネラルモーターズは1948年にノースアメリカンの株式を公開した。
F-86セイバーは海軍向けに開発したFJ-1フューリー戦闘機を再設計することによって、アメリカの戦闘機として最初に音速を突破した機体になった。またこの機体は朝鮮戦争でソビエト連邦製のMiG-15と闘った。このF-86は総計9000機以上生産された。

## 製品

### 航空機
（陸軍/空軍）
- XB-21
- B-25 ミッチェル
- XB-28
- B-45 トーネード
- XB-70 ヴァルキリー
- A-36 アパッチ
- P-51 マスタング
- P-64
- F-82 ツインマスタング
- F-86 セイバー
- YF-93A
- F-100 スーパー・セイバー
- F-107
- XF-108 レイピア
- O-47
- OV-10 ブロンコ
- T-6 テキサン
- T-28 トロージャン
- T-39 セイバーライナー
- X-10
- X-15

（海軍）
- AJ サヴェージ
- XA2J スーパーサヴェージ
- A-5 ビジランティ

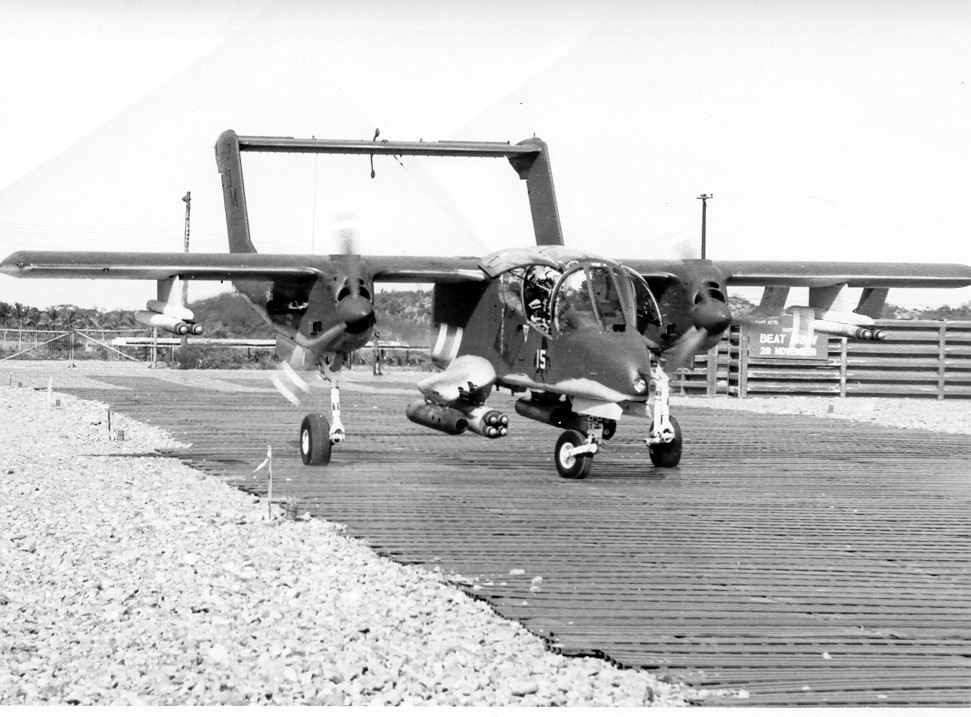
ロックウェル OV-10 ブロンコ

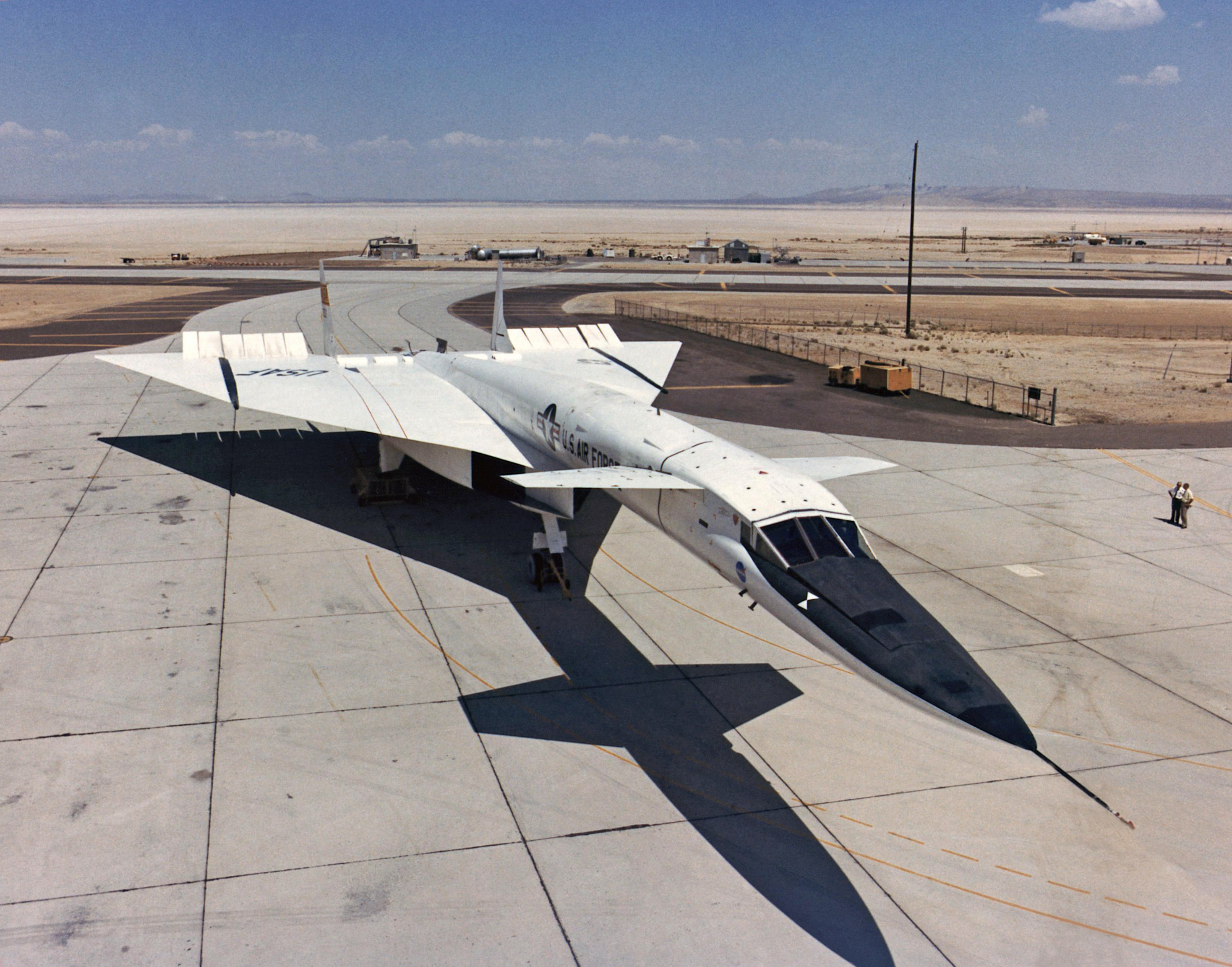
XB-70 ヴァルキリー

- FJ-1 フューリー 、 FJ-2/3 フューリー 、 FJ-4 フューリー
- T-2 バックアイ

### ミサイル
- AGM-28 ハウンド・ドッグ
- AGM-53
- SM-64

## 関連
- 航空機メーカーの一覧